# Michael Redgrave
Michael Scudamore Redgrave, CBE (Bristol, 20 de março de 1908 — Denham, 21 de março de 1985) foi um ator britânico nascido na Inglaterra.

## Biografia
Filho dos atores Margaret Scudamore e Roy Redgrave, ele nasceu praticamente em um teatro. Era embalado pela mãe com sonetos de Shakespeare e fez sua estreia nos palcos ainda bebê em uma peça estrelada pelos pais.
Foi considerado um dos maiores atores ingleses do século XX e um dos melhores intérpretes da obra de Shakespeare nos palcos. Estreou no cinema em 1938 em "A Dama Oculta" de Alfred Hitchcock e foi o primeiro ator britânico a receber a Palma de Ouro de melhor ator no Festival de Cannes.
Foi casado com a atriz Rachel Kempson, desde 1935 até a sua morte. O casal teve três filhos, todos eles atores: Vanessa Redgrave, Lynn Redgrave e Corin Redgrave. O ator é avô dos atores Natasha Richardson, Joely Richardson, Carlo Gabriel Nero e Jemma Redgrave.
Em 1983 ele publicou sua autobiografia e nela confessa: "Deixei algumas boas lembranças atrás de mim e um ou dois filmes de que não me envergonho".
Faleceu em 21 de março de 1985. Encontra-se sepultado em St Pauls Churchyard, Grande Londres, Londres na Inglaterra.